# Karl Becker (peintre)
Pour les articles homonymes, voir Karl Becker et Becker.
Karl Becker (né le 18 décembre 1820 à Berlin, mort le 20 décembre 1900 dans la même ville) est un peintre prussien, président de l'Académie des arts de Berlin.

## Biographie
Karl Becker a étudié à Paris, deux années à Rome puis a visité Venise. Il obtient ses premiers succès avec des sujets de la renaissance italienne. Ultérieurement, il étudie les peintures du XVe siècle et XVIe siècle.
Il meurt de la grippe en décembre 1900.

## Honneur

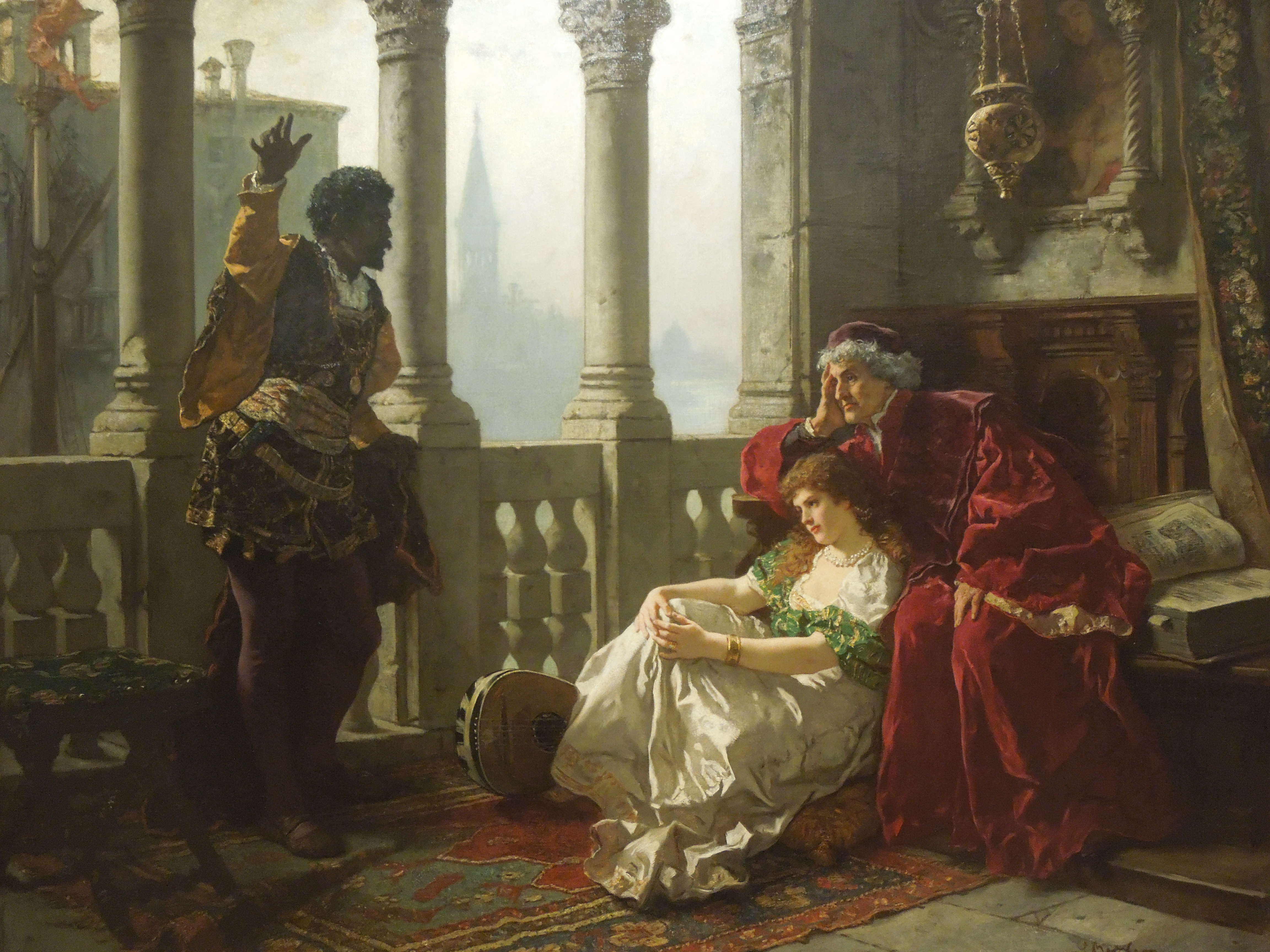
Otello racontant ses aventures (vers 1880)

Chevalier de l'ordre de Léopold (Belgique, 9 novembre 1869).